# Fafnir-Werke

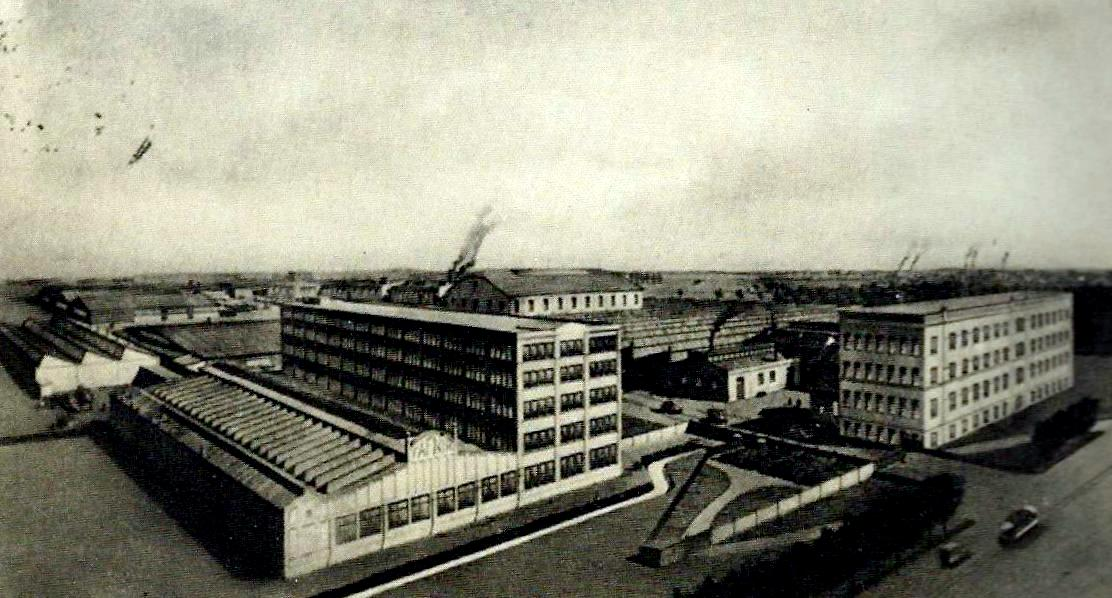
Fafnir-Werke Aachen, um 1920

Die Fafnir-Werke waren ein deutsches Unternehmen in Aachen, das von 1903 bis 1926 Automobile herstellte – zeitweise auch unter der Marke Aachener.

## Geschichte

### Von Nähnadeln zu Fahrradspeichen
Das Unternehmen wurde 1894 als Tochtergesellschaft der Iserlohner Nadelfabrik Carl Schwanemeyer gegründet und begann mit der Produktion von Nähmaschinennadeln. Nachdem das Fahrrad zum Massenverkehrsmittel geworden war, stieg das Unternehmen auf die Produktion von Fahrradspeichen um. 1897 erfolgte der Umzug aus der Aachener Innenstadt an die Jülicher Straße im neuen Industriegebiet Aachen-Nord. 1898 wurde das Unternehmen in eine Aktiengesellschaft umgewandelt und firmierte zunächst unter Aachener Stahlwarenfabrik AG vormals Carl Schwanemeyer, von 1902 bis 1911 ohne den Zusatz als Aachener Stahlwarenfabrik AG und ab 1919 als Fafnirwerke AG (Aachener Stahlwarenfabrik).

### Motorradmotoren
Nach der Sättigung des Fahrradmarkts produzierte das Unternehmen fortan vor allem Einbaumotore für Motorräder und Automobile. Die Produkte wurden als preiswert und von hoher Qualität angesehen. Ab 1902 wurde für die Produkte eine eigene Marke eingeführt: „Fafnir“ – der Drache aus der Nibelungensage. Die Einzylinder- und Zweizylinder-V-Motoren leisteten 2 bis 8 PS und waren schon 1903 mit gesteuerten Einlassventilen ausgerüstet.
Es wurden auch komplette Motorräder hergestellt mit verstärkten Fahrradrahmen und Riemenantrieb zum Hinterrad; dieser Produktionszweig wurde noch vor dem Ersten Weltkrieg aufgegeben.

### Vom Autobausatz zum Rennwagen

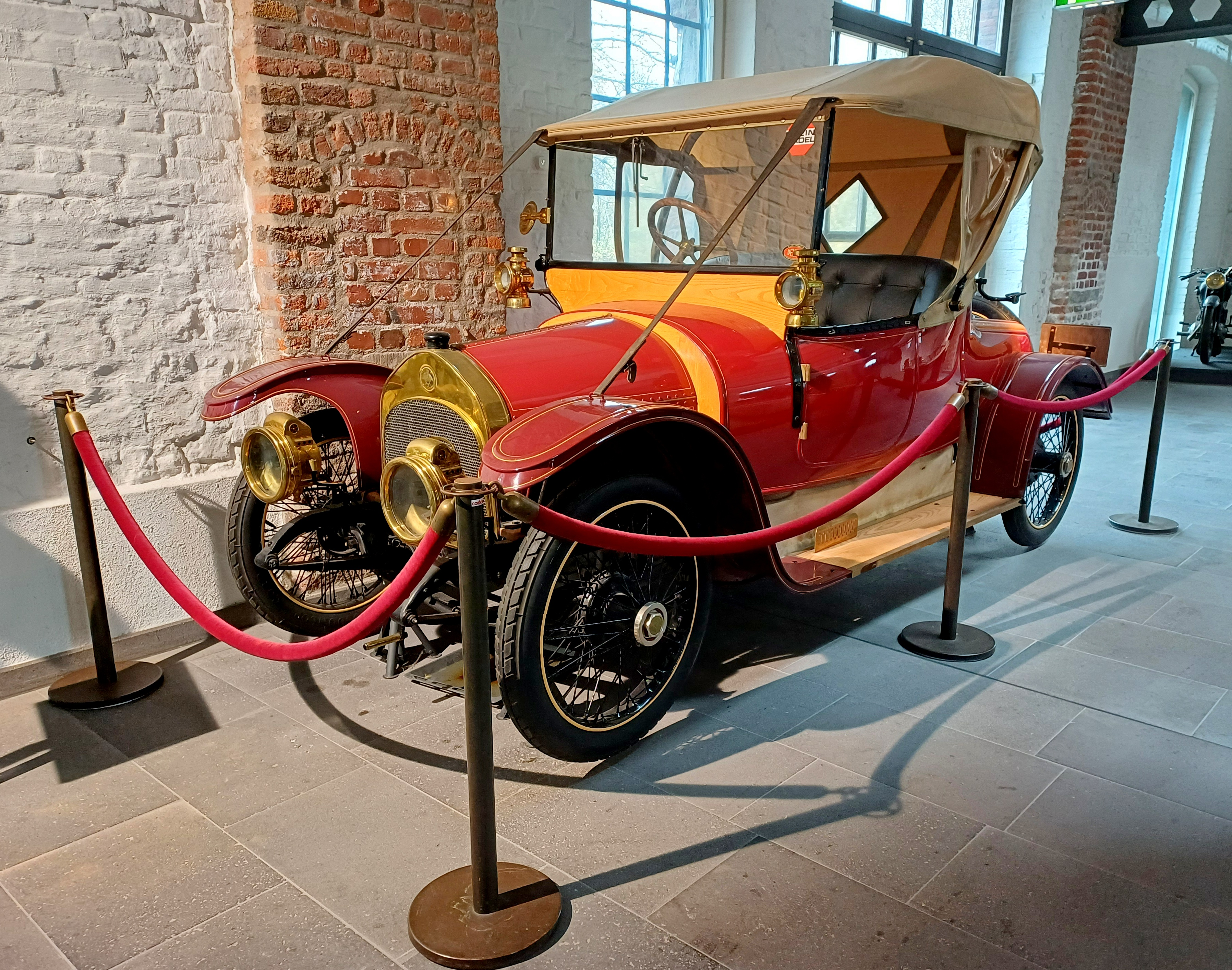
Fafnir Typ 471 im Museum Zinkhütter Hof

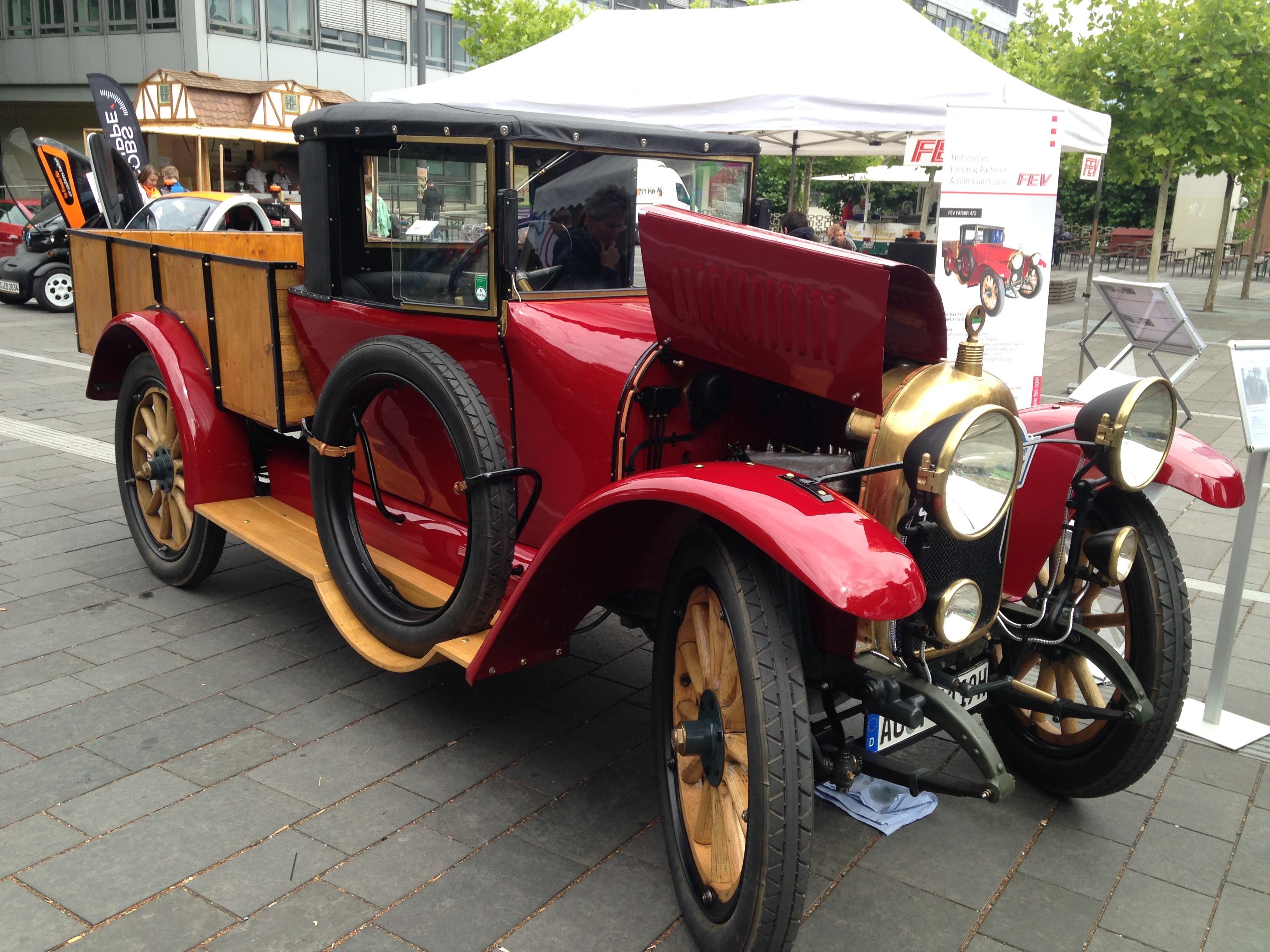
Restaurierter Fafnir 472 der FEV GmbH auf dem 1. RWTH Motor Day (2015)

Zwischen 1904 und 1925 entwickelte sich das Unternehmen zu einem zwar kleinen, aber bekannten Automobilproduzenten. Bereits auf der Hamburger Motorwagen-Ausstellung Ende 1902 stellte Fafnir einen wassergekühlten Zweizylindermotor mit 16 PS vor. 1904 wurde ein 24-PS-Vierzylindermotor vorgestellt.
1904 begann der Umstieg in die Automobilherstellung mit der Produktion von Autobausätzen unter dem Namen Omnimobil. Der Bausatz beinhaltete einen Zweizylindermotor mit 6 PS aus 700 cm³ Hubraum, und später einen Vierzylindermotor mit 16 PS. Ab 1908 wurden fertige Autos hergestellt, die zunächst als Aachener vermarktet wurden. Bekannt waren der Typ 274 mit bis zu 14 PS und einer Höchstgeschwindigkeit von 60 km/h und der Typ 284 mit 16 PS und 70 km/h. Dies waren sogenannte Herrenfahrzeuge, d. h. Autos für Selbstfahrer, die keinen Chauffeur beschäftigten.
In den Verkaufskatalogen von 1912 wurden bereits sechs verschiedene Typen zu Preisen zwischen 4.100 und 16.000 Mark aufgeführt. Fafnir-Autos zeigten für die damalige Zeit bemerkenswerte fortschrittliche Merkmale, wie zum Beispiel, dass der Gangschaltungshebel nach innen oder die hinteren Federn unter die Achse verlegt wurden. 1919 erfolgte wiederum eine Umfirmierung in Fafnir Werke AG – Aachener Stahlwarenfabrik, und die Rheinische Nadelfabrik AG beteiligte sich als Aktionärin und übernahm unter anderem die Speichen- und Nippelproduktion für die Fahrzeuge.
Der Erste Weltkrieg brachte den deutschen Automobilbau fast zum Erliegen. Ab 1920 wurden bei Fafnir wieder moderne Fahrzeuge produziert. Eines der letzten produzierten Modelle war der Typ 471, der bis 1927 gebaut wurde, sowie der Typ 472. 2013 wurde ein Modell dieser Baureihe, das zunächst in der Karosserieform eines Phaetons gebaut und 1930 zu einem Pickup umgerüstet wurde, aus 80 % Originalteilen und 20 % Nachbauten von der FEV GmbH wiederhergestellt.
Fafnir führte in seiner Blütezeit auch einen eigenen Autorennstall mit bis zu sieben Rennwagen. Die Teilnahme an den Eifelrennen verschlang sehr viel Geld. Die Autos waren den engen und steilen Eifelstraßen nicht gewachsen und verlangten einen großen Stab von Mechanikern. Rudolf Caracciola begann seine Rennfahrerkarriere bei Fafnir.
| Typ                         | Bauzeitraum | Zylinder | Hubraum  | Leistung            | Vmax       |
| --------------------------- | ----------- | -------- | -------- | ------------------- | ---------- |
| Typ 274                     | 1908–?      | 4 Reihe  |          | 14 PS (10,3 kW)     | 60 km/h    |
| Typ 284 (8/16 PS)           | 1909–1912   | 4 Reihe  | 2012 cm³ | 16 PS (11,8 kW)     | 70 km/h    |
| Typ 384 (10/25 PS)          | 1910–1914   | 4 Reihe  | 2496 cm³ | 25 PS (18,4 kW)     | 75 km/h    |
| Typ 486 (6/16 PS)           | 1913–1920   | 4 Reihe  | 1559 cm³ | 16 PS (11,8 kW)     | 60 km/h    |
| Typ 394 (14/35 PS)          | 1914        | 4 Reihe  | 3990 cm³ | 35 PS (25,8 kW)     | 85 km/h    |
| Typ 471 (9/30 PS / 9/36 PS) | 1911–1927   | 4 Reihe  | 2250 cm³ | 30–36 PS (22–27 kW) | 60–70 km/h |
| Typ 472 (8/22 PS)           | 1914–1920   | 4 Reihe  | 2100 cm³ | 22 PS (16 kW)       | 50 km/h    |
| 8/50 PS Sport               | 1923–1927   | 4 Reihe  | 2000 cm³ | 50 PS (37 kW)       |            |
| Typ 476 LC (9/36 PS)        | 1925– ?     | 4 Reihe  | 2268 cm³ | 36 PS (26 kW)       | unbekannt  |

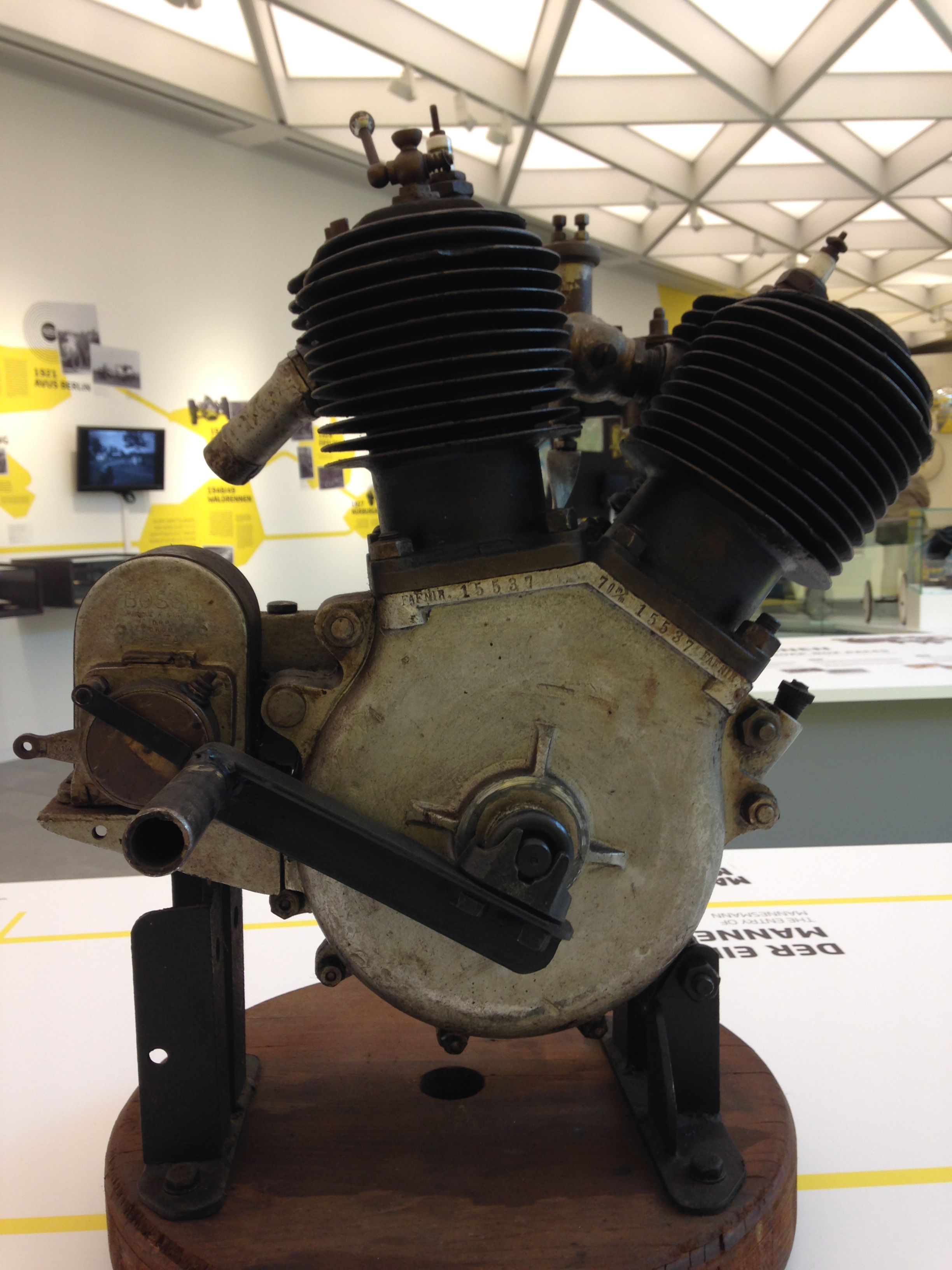
Fafnir-Motorradmotor (um 1900)
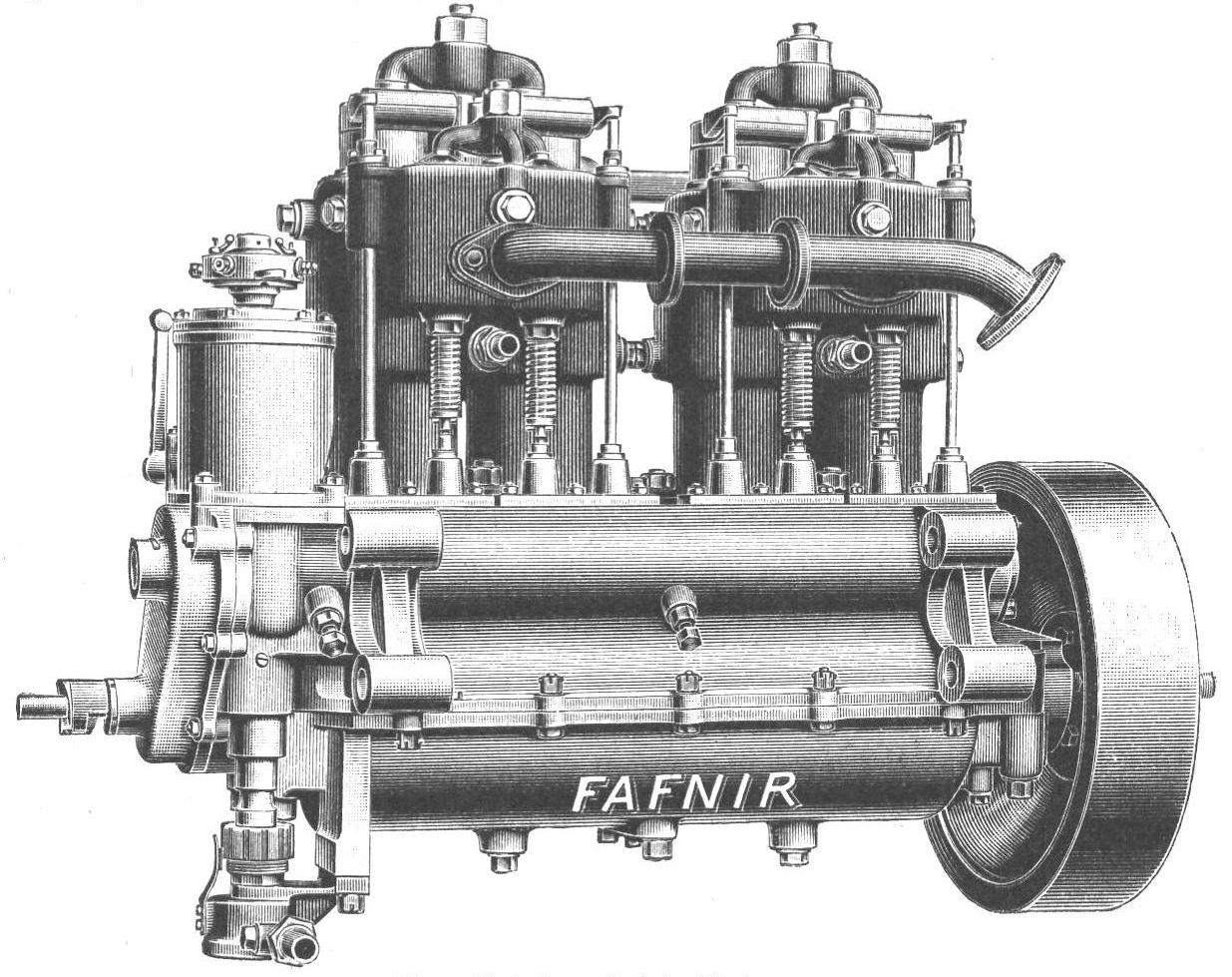
Fafnir 24-PS-Vierzylindermotor (1904)
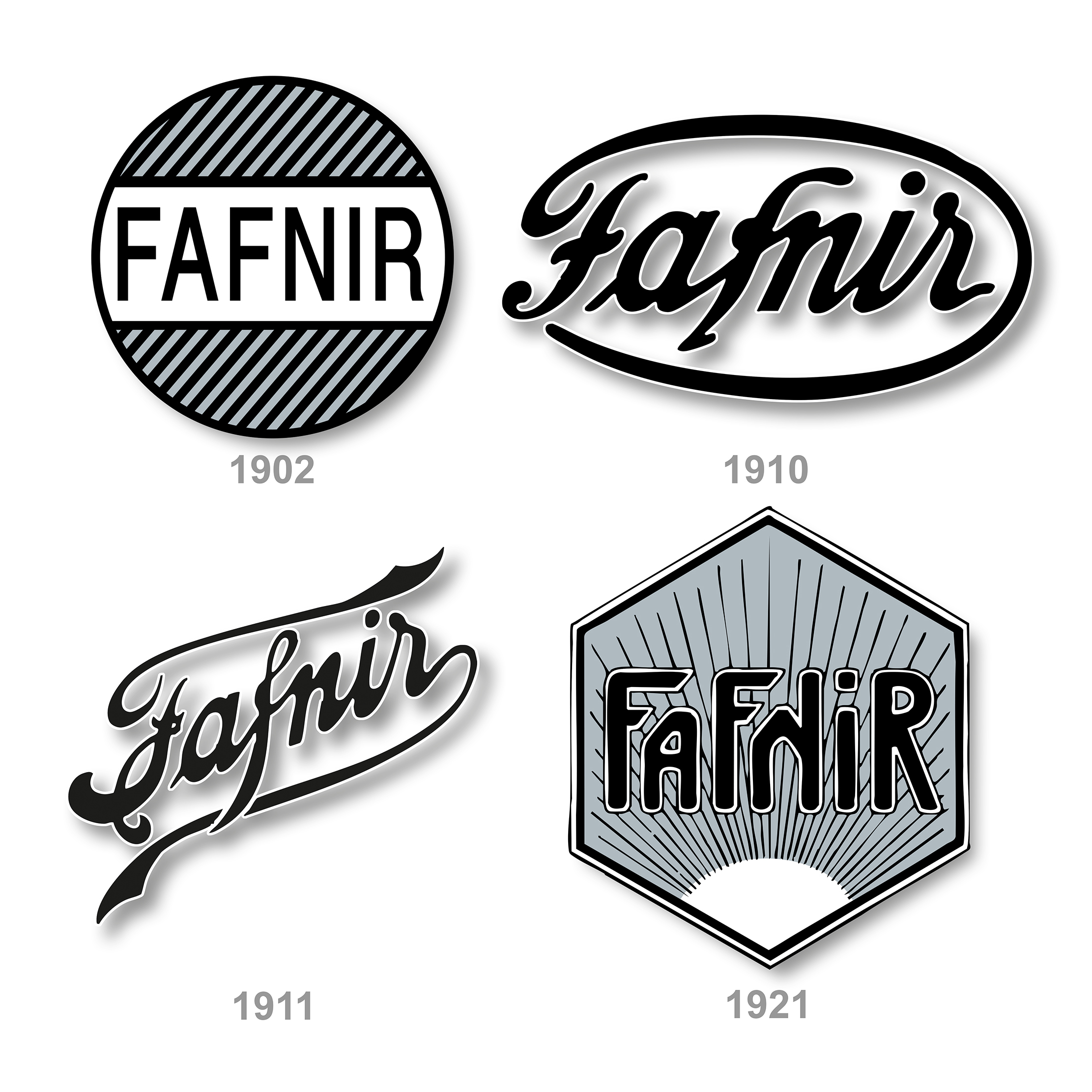
Die Fafnir-Werke benutzten in ihrer Firmengeschichte verschiedene Logos (Auswahl)
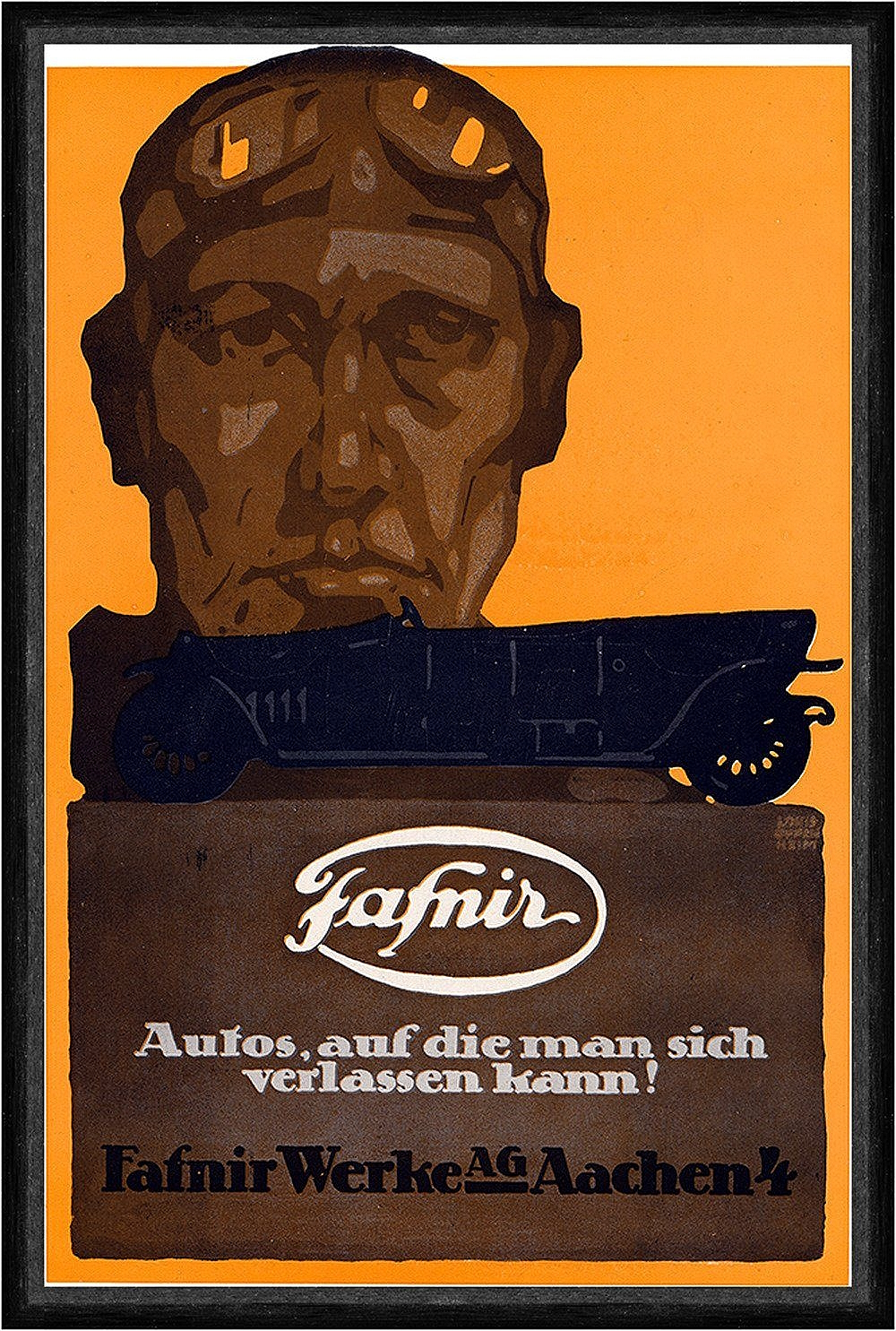
Fafnir-Werbeplakat des Grafikers Louis Oppenheim (1910)
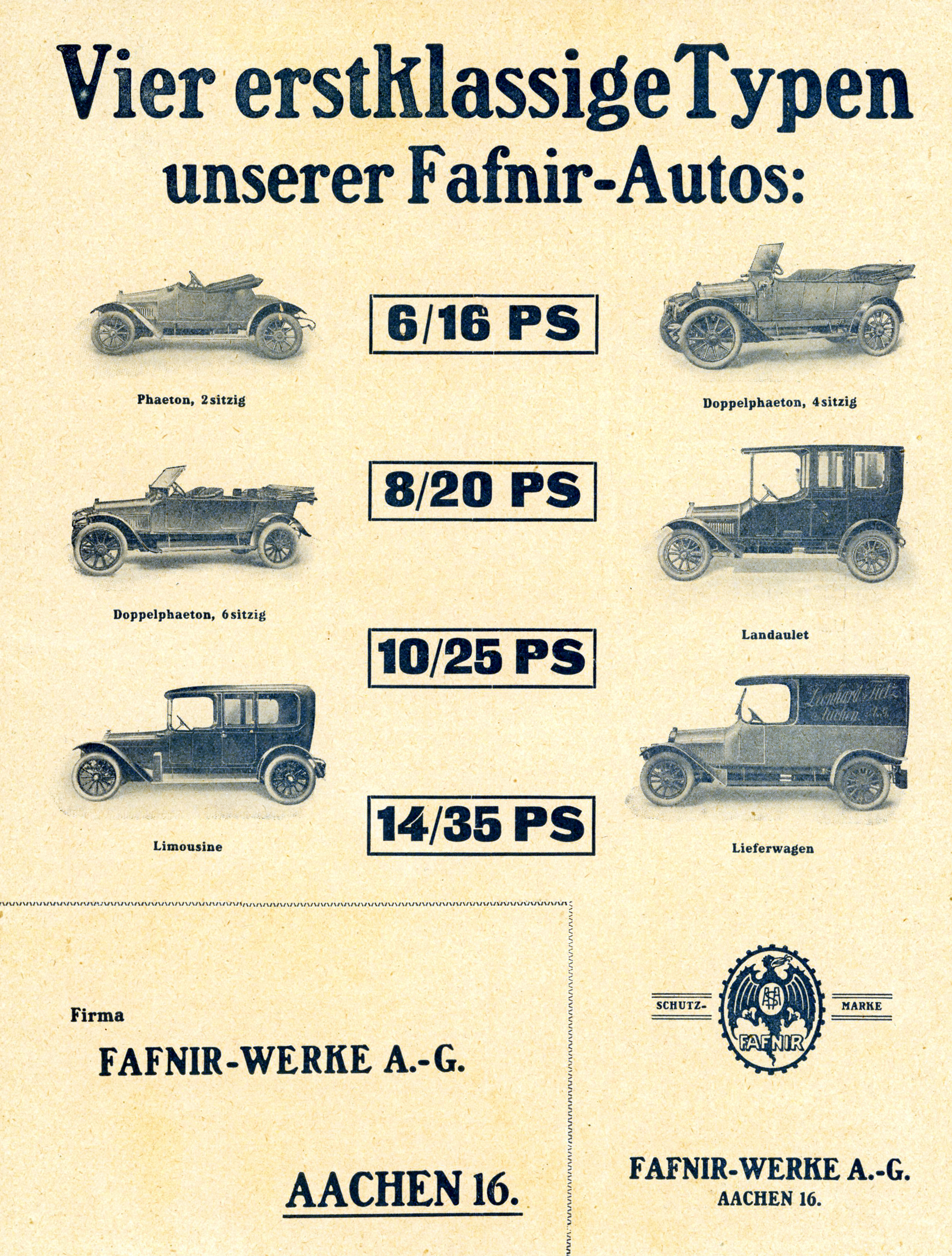
Werbeblatt für Fafnir-Autos (1912)

### Das Ende
Fafnir war ein „Handwerksbetrieb“, dem eine Umstellung auf Fließbandfertigung nicht gelang. Fafnir produzierte 1925 mit 300 bis 400 Monteuren maximal 120 Autos im Monat. Konkurrenzbetriebe wie z. B. die Opelwerke stellten bereits die 30-fache Stückzahl im Jahr her.
1925 kam das Aus. Veraltete Produktionsmethoden, ungenügende Normung der Teile und die hohe Besteuerung der Autos als Luxusartikel behinderten die Wettbewerbsfähigkeit. Zusätzlich wurden auf Druck der USA die hohen Importzölle für ausländische Automobile aufgehoben. Die Folge war, dass billige US-amerikanische Massenfahrzeuge nach Deutschland kamen. Zuerst glaubte man durch massive Preissenkungen das Unternehmen am Leben erhalten zu können. Aber nachdem die Fahrzeuge deutlich unter den Herstellungskosten verkauft werden mussten, konnten die Gläubiger nicht mehr befriedigt werden. Die Verbindlichkeiten beliefen sich auf 1,8 Millionen Reichsmark. Ende 1925 übernahmen die Banken die Geschäftsaufsicht. 1926 meldete das Unternehmen Konkurs an.